# Podatek od luksusu
Podatek od luksusu – popularna nazwa podatku płaconego od posiadanych dóbr majątkowych o wysokiej wartości.
Najczęściej obejmuje domy powyżej określonej powierzchni, samochody powyżej określonej pojemności silnika, samoloty odrzutowe itp.
Wprowadzenie podatku od luksusu planowano np. w Rosji od 2013, w Polsce wprowadzenie takiego podatku proponował PiS.
W Grecji w 2013 zaplanowano przywrócenie podatku basenowego oraz podatku od luksusu - od samolotów i samochodów z silnikami powyżej 1,929 l oraz łodzi rekreacyjnych.